# ニコス・カザンザキス

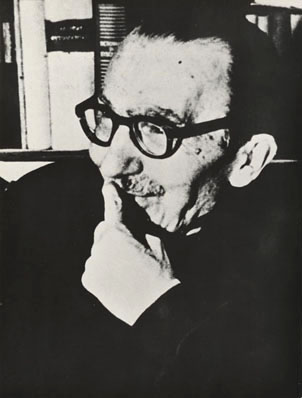
ニコス・カザンザキス

ニコス・カザンザキス（Νίκος Καζαντζάκης、1883年2月18日 - 1957年10月26日）は、ギリシャの小説家、詩人、政治家。異教徒であるトルコ人に支配され、やがて独立する素朴で逞しいギリシャ人とその歴史を謳い上げ、また、一人の人間として悩むイエス・キリストという斬新なキリスト像を描き出した。代表作『その男ゾルバ』、『キリストは再び十字架につけられる』、『最後の誘惑』、『オディシーア』、『禁欲』など。フランスでの本人の署名に基づき ニコス・カザンツァキと記される場合もある。

## 略歴

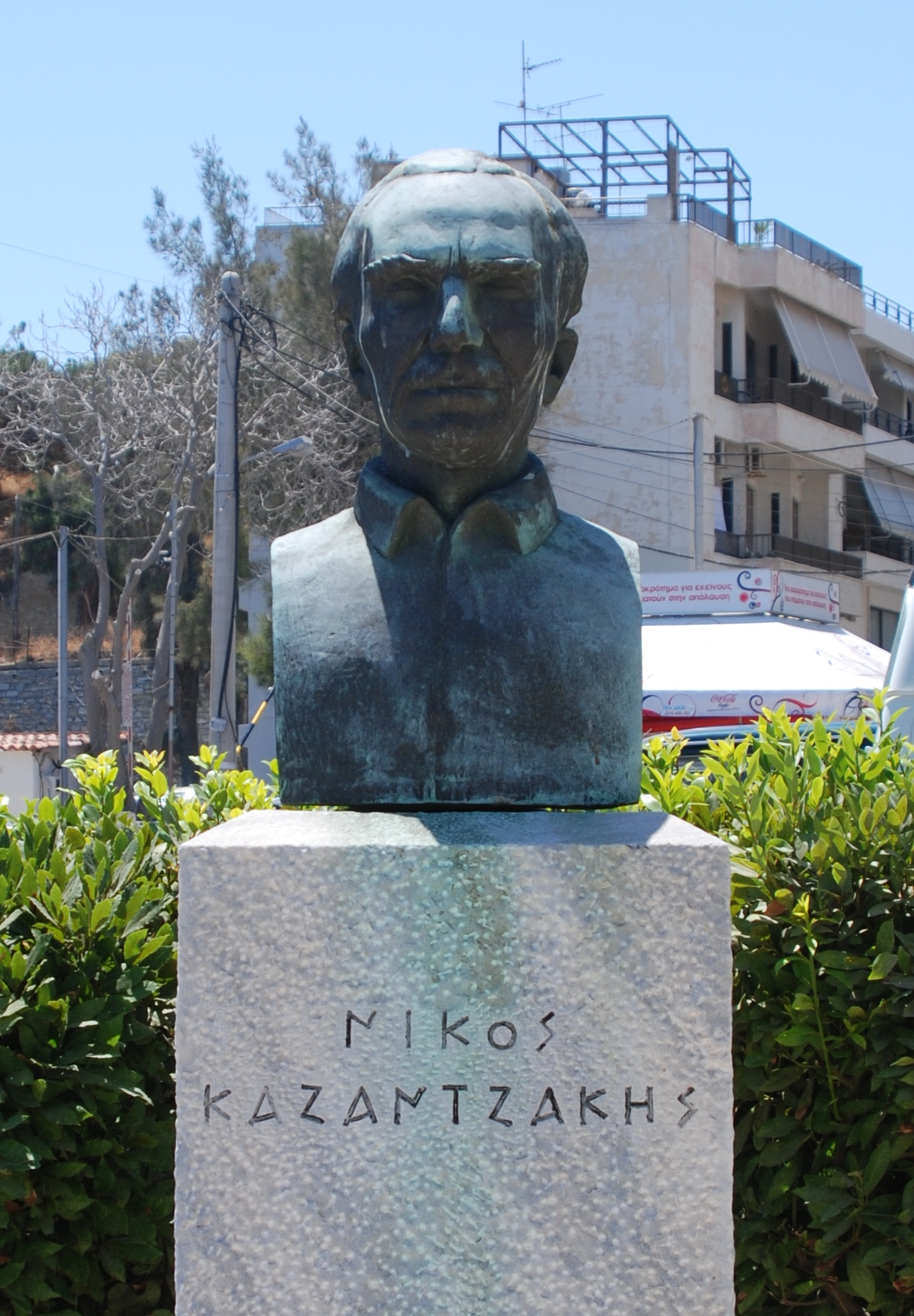
カザンザキスの胸像（イラクリオ）。

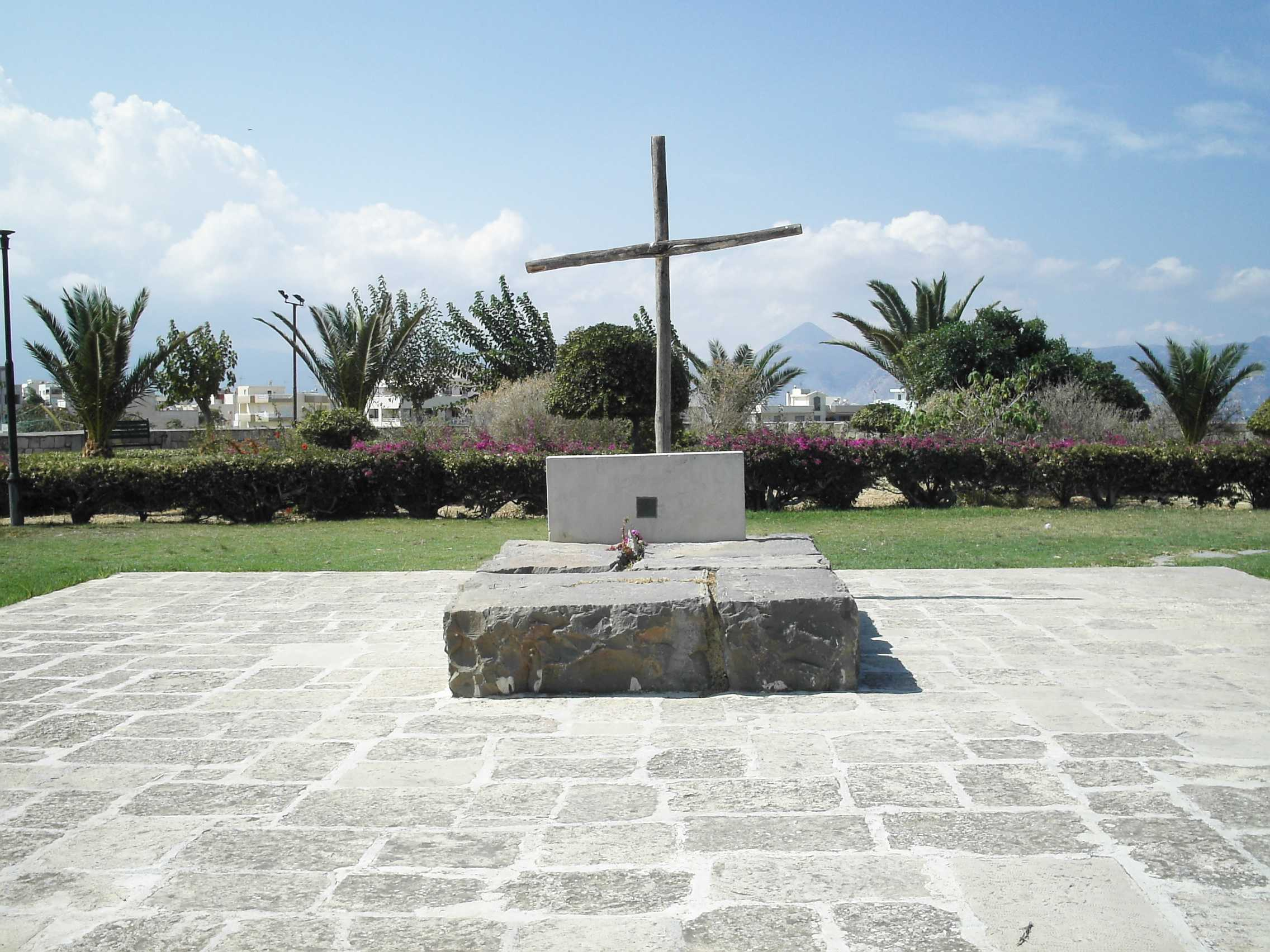
故郷であるクレタ島イラクリオにあるカザンザキスの墓。墓碑銘には 「何も欲せぬ。何も恐れぬ。我は自由なり」（Δεν ελπίζω τίποτα / Δε φοβούμαι τίποτα / Είμαι λέφτερος）とある。

カザンザキスはクレタ島北部のイラクリオ（カンジア）の農家に生まれた。1897年、当時のクレタ島の支配者であるオスマン帝国に対するギリシャ人の叛乱が激化すると、一家は難を逃れてナクソス島に避難した。1906年アテネ大学法学部を優秀な成績で卒業する。在学中からアテネの新聞社でコラムを担当していたが、1906年には処女作『蛇と百合』を発表、1907年には戯曲『夜明け』が上演されている。その年に彼はパリへ向かい、アンリ・ベルクソンのもとで哲学を学ぶことになる。またこのフランスでの留学期にフリードリヒ・ニーチェの哲学に出会い、強い影響を受ける。1911年には学友であるガラティア・アレクシウと結婚（1926年離婚）した。
1912年に第一次バルカン戦争が勃発すると、志願兵として従軍した。1917年ヨルゴス・ゾルバスという男と共同で鉱山業に手を出して失敗する。この時の経験が『その男ゾルバ』の基になっている。1919年ギリシャ厚生省の局長として、カフカスと南ロシアにいる約15万人のポントス人を含むギリシャ人難民の帰還事業に取組み、成功する。
1922年、ウイーンで仏教の研究をする。その後、ドイツに移り、共産主義と出会う。第一次世界大戦後の荒廃した欧州の中で宗教に満たされないものを感じた彼は共産主義に希望を見出そうとした。しかし、1925年、1927年の2回にわたって訪ソして、ソビエトにおける共産主義を実際に目にすることで、マルクス主義の限界に気付く。この時の体験を元に1930年にフランス語で小説『トダ・ラバ』を執筆している。1927年はソビエト政府の賓客として訪問しているが、この際、同じく招かれていた秋田雨雀と同行したことが秋田の日記に記載されている。
1938年、12年の歳月をかけて作成した叙事詩『オディシーア』を発表する。1941年から1944年にかけて、第二次世界大戦でドイツがギリシャを占領した期間中、カザンザキスはエイナ島にて『その男ゾルバ』等の執筆を行う。
1945年、テミストクリス・ソフリス内閣の無任所相として一時入閣すると共に、エレニ・サミウと再婚した。1946年に代表作『その男ゾルバ』を発表、ユネスコの古典翻訳部長を勤める。この年以降、死去するまで、ギリシャに戻らなかった。
1948年以降、フランスのアンティーブに住む。この時期に『キリストは再び十字架につけられる』、『最後の誘惑』等の後期代表作とも言うべき小説を発表している。1957年、ドイツのフライブルクで死去。遺体はクレタ島に埋葬された。
共産主義よりの政治活動を行ったことや、小説内で斬新なキリスト像を提示したり、ギリシャ正教会の否定的な側面を描いたことから、当時のギリシャ国内でも評価が分かれた。小説『最後の誘惑』はカトリック教会から禁書扱いをされた。また1945年、ギリシャ作家連盟はカザンザキスをノーベル文学賞候補として推薦したが、政府の妨害で実現しなかった。実際に、1947年と1950年には候補としてノミネートされたことが判明している。最晩年の1957年にはアルベール・カミュに1票差で受賞を逃したが、このことについてカミュは後に「カザンザキスのほうが100倍以上もノーベル文学賞を受賞するにふさわしかった」と述べている。
旅好きで、生涯にわたり世界各地を訪れているカザンザキスは1935年に日本と中国を訪れ、1938年には旅行記『日本・中国』（Ταξιδεύοντας. Ιαπωνία-Κίνα）を著している。

## 主な著作と日本語訳
- 1906年『蛇と百合』(Όφις και Κρίνο)
其原哲也 訳『蛇と百合』2018年, 京緑社, ISBN 978-4909727039
- 1910年『棟梁』(Πρωτομάστορας)
福田耕佑 訳『棟梁・ラーヤー』2022年, 京緑社, ISBN 978-4909727428 (『ラーヤー』は同年に書かれた現代ギリシャの戯曲に関するエッセイ)
- 1922年『饗宴』(Συμπόσιον)
福田耕佑 訳『饗宴』2020年, 京緑社, ISBN 978-4909727152
- 1930年『ロシア文学史』(Ιστορία της Ρωσικής Λογοτεχνίας)
福田耕佑 訳『ロシア文学史』（抄訳、序文 - 10章まで) 2022)年,東方キリスト教圏研究会
- 1936年『石の庭』(Le Jardin des rochers)
清水茂 訳『石の庭』1978年, 読売新聞社, ISBN 9784643724202
- 1938年『日本中国旅行記』(Ταξιδεύοντας: Ιαπωνία-Κίνα)
福田耕佑 訳, 吉川弘晃 監修,『日本旅行記』（『日本、旅する』, 希日対訳）2024年, ディオプトラ出版,  ISBN 9786182208243（ギリシア観光省による日希文化観光年2024年のための記念版）
- 1938年『オディシーア』(Οδύσσεια, The Odyssey: A Modern Sequel)
- 1943年『その男ゾルバ』(Βίος και πολιτεία του Αλέξη Ζορμπά, Zorba the Greek)
秋山健 訳『その男ゾルバ』1967年:1996年, 恒文社, ISBN 9784770402103（第4版)
- 1944年『禁欲』(Ασκητική, Salvatores Dei,  The Saviors of God)
福田耕佑 訳『禁欲』2018年, 京緑社, ISBN 978-4909727022
- 1948年『キリストは再び十字架につけられる』(Ο Χριστός ξανασταυρώνεται, Christ Recrucified)
福田千津子 訳 『対訳 キリストは再び十字架にかけられる』（抄訳）1994年, 大学書林, ISBN 9784475024273
福田千津子・片山典子 訳 『キリストはふたたび十字架に』（2分冊）1998年, 恒文社, ISBN 9784770409195（上巻）, ISBN 9784770409201（下巻）
児玉操 訳 『ふたたび十字架につけられるキリスト』2003年, 新風舎, ISBN 9784797432879
藤下幸子・田島容子 訳 『キリストは再び十字架にかけられる』2017年, 教文館, ISBN 9784764299740
- 1950年『ミハリス隊長』(Ο Καπετάν Μιχάλης) 
其原哲也 訳『ミハリス隊長』（抄訳、第一章前半) 2022)年,日本ギリシア語ギリシア文学会
- 1951年『最後の誘惑』(Ο τελευταίος πειρασμός, The Last Temptation of Christ)
児玉操 訳 『キリスト最後のこころみ』1982年, 恒文社, ISBN 9784770404985
- 1953年『兄弟殺し』(Οι Αδελφοφάδες)
井上登 訳 『兄弟殺し』 1978年, 読売新聞社, ISBN 9784643724608
- 1956年『アシジの貧者』(Ο Φτωχούλης του Θεού)
清水茂 訳 『アシジの貧者』 1981年:1997年, みすず書房, ISBN 9784622049166（新装版）
- 1957年『グレコへの報告』(Αναφορά στον Γκρέκο)
藤下幸子 訳『グレコへの報告』「序章から数章分」-2022年, 日本ギリシア語ギリシア文学会

## 映画化された作品
これまでに3つのカザンザキスの小説が映画化されている。『キリストは再び十字架につけられる』は、赤狩りでハリウッドを追われたジュールズ・ダッシン監督により『宿命』(Celui qui doit mourir) として1957年にフランスで映画化された。『その男ゾルバ』は、1964年にギリシア出身のマイケル・カコヤニス監督により、『その男ゾルバ』(Zorba the Greek) として映画化され、1965年に3つのオスカーを獲得した。豪放でありながら魅力的なゾルバをアンソニー・クインが演じている。マーティン・スコセッシ監督による『最後の誘惑』(The Last Temptation of Christ) は、一旦は製作中止の憂き目に会いながらも、構想から6年の歳月をかけて1988年に映画化された。しかし上映に際してはカトリック系団体などによる上映反対運動を招くことになった。
また、2017年にはヤニス・スマラグディス (Γιάννης Σμαραγδής, Yannis Smaragdis) 監督によるカザンザキスの伝記映画『カザンザキス』(Καζαντζάκης, Kazantzakis) が公開されている。